# Liste de fruits à noyau
Cet article contient une liste de fruits contenant un (ou plusieurs) noyau (x), c'est-à-dire une partie centrale dure servant à la reproduction de l'arbre fruitier. Pour certains d'entre-eux, il peut s'agir de gros pépins.
- Abricot (Prunus armeniaca)
- Abricot des Antilles (Mammea americana)
- Avocat (Persea americana)
- Cerise (différentes espèces de Prunus, voir aussi Cerisier)
- Datte (Phoenix dactylifera)
  - Deglet nour
  - Metjool
- Durian (Durio zibethinus)
- Icaque (Chrysobalanus icaco)
- Jujube (Ziziphus jujuba)
- Litchi (Litchi chinensis)
- Longane (Dimocarpus longan)
- Lucuma (Pouteria lucuma)
- Mangue (Mangifera indica)
- Nèfle du Japon (Eriobotrya japonica)
- Olive ( Olea europaea)
- Pêches (Prunus persica) :
  - Brugnon
  - Nectarine
  - Pêche
- Prunes (Prunus domestica) :
  - Mirabelle
  - Prune d'ente
  - Quetsche
  - Reine-claude
  - Prune citron
- Ramboutan (Nephelium lappaceum)
- Salak (Salacca zalacca)
- Safou (Dacryodes edulis)